# Selegilin
Selegilin (Anipril, L-deprenil, Eldepril, Emsam, Zelapar) je lek koji se koristio za tretman ranih stadijuma Parkinsonove bolesti, depresije i senilne demencije. Pri normalnim kliničkim dozama on je selektivni ireverzibilni MAO-B inhibitor. Međutim, u većim dozama on gubi svoju specifičnost i takođe je inhibir MAO-A. Dijetarne restrikcije su uobičajene za MAOI tretmane, ali je utvrđeno da one nisu neophodne pri primeni niskih doza. Isto i važi i za standarne doze kad se lek primenjuje putem transdermalnog flastera. Selegilin pripada klasi lekova koji se nazivaju fenetilamini. Selegilin je metamfetaminski derivat sa propargilnom grupom vezanom za atom azota.

## Hemija
Selegilin, -metil-N-(2-propinil)-2-metil-1-feniletil-2-amin, se sintetiše putem alkilacije (–)-metamfetamina koristeći propargl bromid.

## Spoljašnje veze
- [https://web.archive.org/web/20120314075845/http://www.antiaging-magazine.com/news/news_1.html

|  | Molimo Vas, obratite pažnju na važno upozorenje u vezi sa temama iz oblasti medicine (zdravlja). |